# Радошевац (Бабушница)
Радошевац је насеље у Србији у општини Бабушница у Пиротском округу. Према попису из 2022. било је 109 становника.

## Положај
Село Радошевац налази се у општини Бабушница, у крају који се зове Лужница, по истоименој реци, која извире у Радошевцу. Село је у валовитом пределу, на надморској висини од 650 до 700 метара. Површина села је 567 хектара. Северно од Радошевца су села Војници и Горње Крњино, источно је село Пасјач, јужно је село Калуђерево, а западно је општински центар Бабушница.
Радошевац се налази у подножју брда Мало Градиште, које чини целину са већим брдом, које се зове Велико Градиште. Поуздано се зна да се на Градишту налазило велико средњовековно утврђење, јер се име села Радошевца налази на карти средњовековних градова Југославије.
Већина места у атару села Радошевца има назив који по нечему одговара месту – или по некадашњем власнику или по самој природи места: Селимова падина, Тодорова падина, Идризова чесма (вероватно по неком Турчину Идризу), Шондина бара, Главеџин дел, Митин рид, Попова ливада, Живков рид, Драгутинове, Адамово, Панчина крушка, Чачина падина, Панчина шопка, Маљин грм, Шарков вртоп, Мечја глава, Локва, Сланиште, Големо ориште, Преслап, Цер, Бресје, Глогови, Долина, Росуља, Ливађе, Љиљак, Лозје, Огумак, Умиште, Белило, Црнило, Бели брег, Црвени брег, Присади (врста крушке), Лешје, Рид, Вртопје, Ћоше, Шумје, Башча, Равниште, Раставичје.

## Историја
Нема писаних извора о селу Радошевцу. Радошевац се налази само на карти средњовековних градова Југославије, у војно–историјској енциклопедији. Ту се тврди да је утврђење на Градишту изграђено l150. године. У то време овим делом Србије господарили су Немањићи.

### Богомоље
Постоји једна црква у селу и то место се назива Пантелеј. Не зна се када је црквица изграђена, али се зна да је посвећена светом Пантелеју. Прилично је оронула. Испред црквице је сеоско гробље, а преко пута њега, у њиви има темеља некадашње големе грађевине, која је сигурно припадала неком великашу, јер је дебљина темеља око 80 сантиметара, а димензије темеља су 50 до 60 метара. To је свакако терен за археолошка истраживања. Претпоставка је да је грађевина из доба Римске империје јер су сељаци у суседним баштама ископавали металне новчиће и предмете са латинским називима.

## Демографија
У насељу Радошевац живи 187 пунолетних становника, а просечна старост становништва износи 47,7 година (49,0 код мушкараца и 46,1 код жена). У насељу има 73 домаћинства, а просечан број чланова по домаћинству је 3,04.
Ово насеље је великим делом насељено Србима (према попису из 2002. године), а у последња три пописа, примећен је пад у броју становника.
|  |

| Демографија | Демографија | Демографија |
| Година      | Становника  | Становника  |
| ----------- | ----------- | ----------- |
| 1948.       | 481         |             |
| 1953.       | 505         |             |
| 1961.       | 450         |             |
| 1971.       | 405         |             |
| 1981.       | 348         |             |
| 1991.       | 263         | 263         |
| 2002.       | 222         | 223         |
| 2011.       | 183         |             |
| 2022.       | 109         |             |

| Етнички састав према попису из 2002.‍ | Етнички састав према попису из 2002.‍ | Етнички састав према попису из 2002.‍ | Етнички састав према попису из 2002.‍ | Етнички састав према попису из 2002.‍ |
| ------------------------------------ | ------------------------------------ | ------------------------------------ | ------------------------------------ | ------------------------------------ |
|                                      |                                      |                                      |                                      |                                      |
| Срби                                 | Срби                                 |                                      | 221                                  | 99,54%                               |
| непознато                            | непознато                            |                                      | 1                                    | 0,45%                                |

| Година пописа     | 1948. | 1953. | 1961. | 1971. | 1981. | 1991. | 2002. |
| ----------------- | ----- | ----- | ----- | ----- | ----- | ----- | ----- |
| Број домаћинстава | 69    | 75    | 81    | 92    | 95    | 81    | 73    |

| Број чланова      | 1  | 2  | 3 | 4  | 5 | 6 | 7 | 8 | 9 | 10 и више | Просек |
| ----------------- | -- | -- | - | -- | - | - | - | - | - | --------- | ------ |
| Број домаћинстава | 16 | 22 | 7 | 10 | 9 | 7 | 2 | 0 | 0 | 0         | 3,04   |

| Пол    | Укупно | Неожењен/Неудата | Ожењен/Удата | Удовац/Удовица | Разведен/Разведена | Непознато |
| ------ | ------ | ---------------- | ------------ | -------------- | ------------------ | --------- |
| Мушки  | 102    | 17               | 67           | 18             | 0                  | 0         |
| Женски | 90     | 8                | 69           | 13             | 0                  | 0         |
| УКУПНО | 192    | 25               | 136          | 31             | 0                  | 0         |

| Пол    | Укупно                    | Пољопривреда, лов и шумарство | Рибарство                            | Вађење руде и камена | Прерађивачка индустрија       |
| ------ | ------------------------- | ----------------------------- | ------------------------------------ | -------------------- | ----------------------------- |
| Мушки  | 47                        | 30                            | 0                                    | 0                    | 3                             |
| Женски | 34                        | 28                            | 0                                    | 0                    | 5                             |
| УКУПНО | 81                        | 58                            | 0                                    | 0                    | 8                             |
| Пол    | Производња и снабдевање   | Грађевинарство                | Трговина                             | Хотели и ресторани   | Саобраћај, складиштење и везе |
| Мушки  | 0                         | 4                             | 4                                    | 0                    | 0                             |
| Женски | 0                         | 0                             | 0                                    | 0                    | 0                             |
| УКУПНО | 0                         | 4                             | 4                                    | 0                    | 0                             |
| Пол    | Финансијско посредовање   | Некретнине                    | Државна управа и одбрана             | Образовање           | Здравствени и социјални рад   |
| Мушки  | 0                         | 2                             | 1                                    | 1                    | 0                             |
| Женски | 0                         | 0                             | 0                                    | 1                    | 0                             |
| УКУПНО | 0                         | 2                             | 1                                    | 2                    | 0                             |
| Пол    | Остале услужне активности | Приватна домаћинства          | Екстериторијалне организације и тела | Непознато            | Непознато                     |
| Мушки  | 0                         | 0                             | 0                                    | 2                    | 2                             |
| Женски | 0                         | 0                             | 0                                    | 0                    | 0                             |
| УКУПНО | 0                         | 0                             | 0                                    | 2                    | 2                             |